# Тавау (область)
Тавау (малайск. Tawau) — одна из областей в составе малайзийского штата Сабах на острове Калимантан.

## География
Область расположена в юго-восточной части штата, и занимает 14 905 км², что составляет 20 % территории штата.

## Население
Согласно данным малайзийского департамента статистики, в 2006 году в области Тавау проживало 756 800 человек, что составляло примерно 26 % населения штата Сабах.

## Административное деление

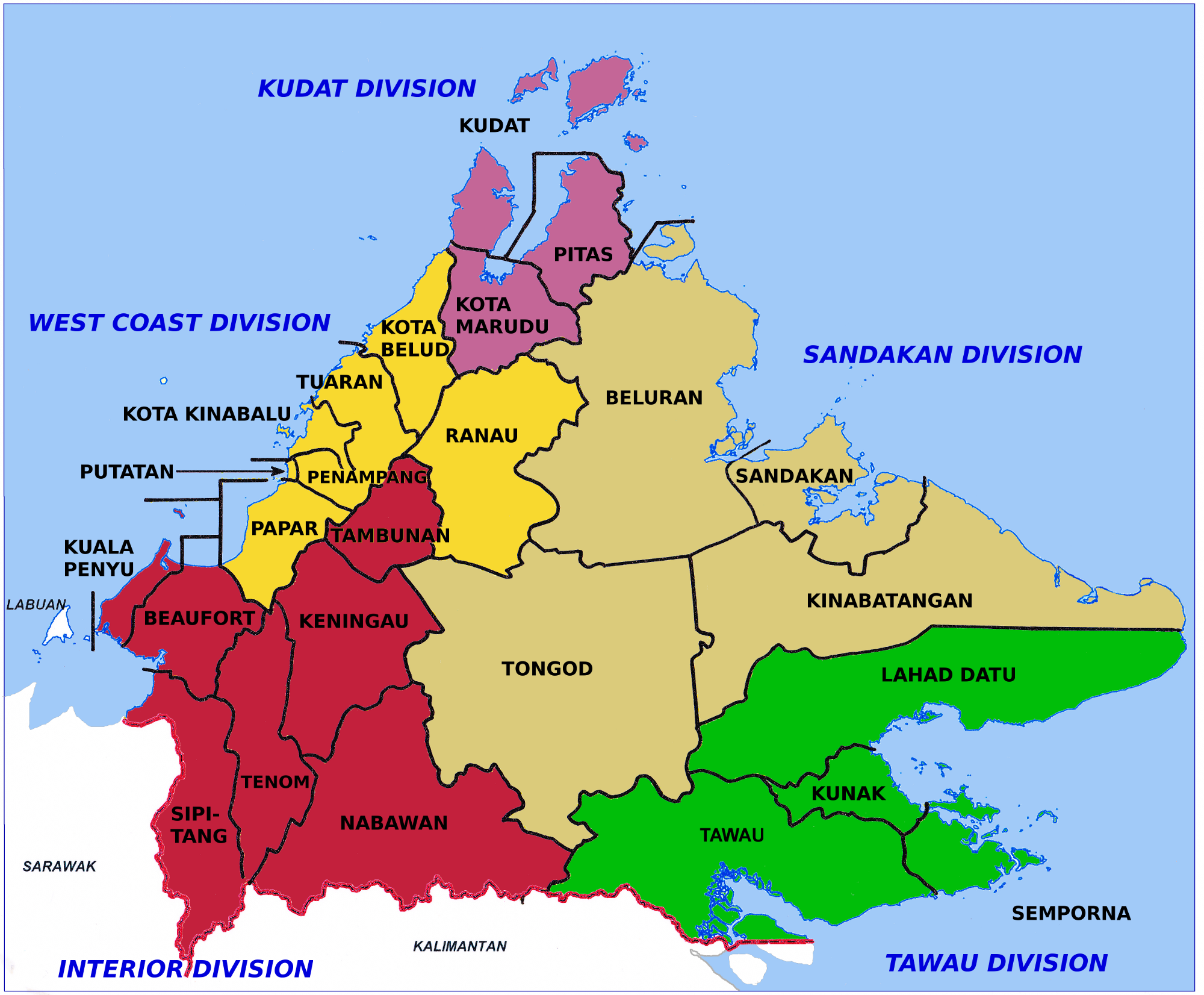
Округа Сабаха. Область Тавау выделена зелёным цветом

Область Тавау делится на четыре округа:
- Кунак
- Лахад-Дату
- Семпорна
- Тавау

## Транспорт
Основные порт и аэродром находятся в городе Тавау — третьем по величине порту Сабаха после Кота-Кинабалу и Сандакана.